# Tzazão

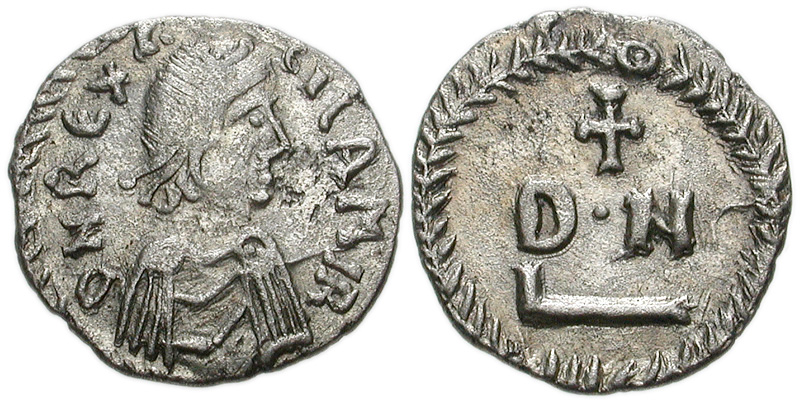
Denário de Gelimero r.

Tzazão (em latim: Tzazon; em grego: Τζαζων; m. 533) foi um nobre vândalo do século V, filho de Geilaro e irmão do rei Gelimero (r. 530–534). No final do verão de 533, Tzazão foi nomeado comandante de uma frota de 120 navios com 5 000 soldados que fora montada para retomar a Sardenha. Ao chegar na ilha, aportou em Caralis (Cálhari), capturou-a e derrotou Godas. Para informar seu sucesso, enviou uma carta para o rei em Cartago, porém ela foi interceptada pelos soldados de Belisário, que desembarcou na África e capturou a capital vândala durante sua ausência.
Tzazão foi reconvocado por Gelimero às pressas à África. Ele navegou pela costa da Mauritânia e Numídia e encontrou-se com seu irmão em meados de outubro nas planícies perto da cidade de Bula Régia. Ele e seus homens da expedição na Sardenha fizeram parte do efetivo vândalo estacionado em Tricamaro, onde comandou o centro do exército. Na batalha de meados de dezembro, foi repetidamente atacado pelo general bizantino João Troglita até ser morto.